# Gluten
Gluten er et protein, der findes i nogle kornsorter, især hvede, rug og byg. Gluten er det stof, der gør æltet dej elastisk.
For de fleste mennesker er indtagelse af gluten sundhedsmæssigt ufarligt. Gluten kan dog hos en meget lille del af befolkningen (<1 %) med en bestemt genetisk disposition udløse cøliaki. Langvarigt indtag af gluten er imidlertid ikke forbundet med en øget risiko for koronarsygdom hos personer uden cøliaki, og fremme af glutenfri diæter til personer uden cøliaki bør derfor ikke anbefales som en forebyggende foranstaltning mod koronarsygdomme. Forskningsresultater tyder desuden på, at patienter med selvrapporteret ikke-cøliakisk glutensensitivitet faktisk ikke viste symptomer forårsaget af gluten. Tværtimod viser studier, at negative forventninger alene eller i kombination med glutenindtagelse kan udløse symptomer hos personer med ikke-cøliakisk glutensensitivitet, uafhængigt af om gluten faktisk blev indtaget eller ej, hvilket peger på en markant nocebo-effekt. På trods af visse påstande er der ikke fundet beviser for, at moderne hvedesorter har et øget immunstimulerende potentiale fra gluten sammenlignet med ældre hvedesorter. Disse resultater står i kontrast til en regulær hype omkring glutenfri diæter, som blandt andet kan spores til økonomiske interesser hos reklameaktive influencere på sociale medier, bogforfattere og selvudnævnte ernæringseksperter.

## Egenskaber og forekomst
Gluten er amorft ergastisk protein, som sammen med stivelse findes i frøhviden. Det udgør cirka 80 % af proteinerne i hvede og er opbygget af proteinerne gliadin og glutenin i forholdet 3:1. Gluten er det stof, der gør æltet dej elastisk.
Gluten forekommer primært i de tre kornarter hvede, rug og byg.

### Bageevne
Hvede har almindeligvis den bedste bageevne, men der findes mel af forskellige hvedesorter, ligesom formalingsgraden er forskellig. Begge dele er afgørende for melets bageevne, som afhænger af dets evne til at danne gluten af god kvalitet. Gluten binder væske og giver dermed hvededejen de kendte egenskaber: elasticitet, struktur og formfasthed. På den måde er glutenproteinerne afgørende for, om dejen vil hæve og kan beholde sin struktur under og efter bagningen.

## Brug

### I brød
I brøddej giver gluten en stærk elasticitet, som hindrer luftgasser i at undslippe gennem dejen. Under hævning dannes CO2 (kuldioxid). Den indesluttes som små bobler i elastiske membraner af gluten, hvilket øger dejens fylde: dejen hæver. Under bagning stivner (koagulerer) gluten, og bagværket holder derfor sin form, også efter afkøling.

### Øvrige madvarer
Tilberedt gluten suger let suppe til sig og bliver derfor ofte brugt til vegetar- og veganermadlavning. Gluten kan fungere som imitationskød (især and), når suppen bliver krydret rigtigt.
Gluten kan ekstraheres (udtrækkes/fjernes) fra hvedemel ved at vaske stivelsen ud. Det sker ved at ælte en simpel dej af mel og vand, der skylles med rent, skiftevis koldt og varmt vand og æltes, indtil skyllevandet forbliver rent og fri for stivelse og klid. Dette ekstrakt har en sej og klistret tekstur. Forarbejdningen er traditionelt japansk og kaldes her seitan. Seitan er skærefast, kan koges eller anvendes som køderstatning i lighed med tofu.

## Sygdomme relateret til gluten
Cøliakiere (folk, der lider af cøliaki) tåler ikke gluten og er derfor på glutenfri diæt. Cøliaki er ikke en egentlig allergi, men en autoimmun sygdom fremkaldt af gluten. Gluten får kroppens immunforsvar til at angribe slimhinden i tyndtarmen, hvilket kan give diarré og manglende fordøjelse af næringsstoffer (malabsorption), som igen giver alvorlige mangelsygdomme på længere sigt. Psykiske symptomer og andre autoimmune sygdomme er også hyppige følger af cøliaki. Med en helt glutenfri diæt vil slimhinden langsomt blive normal igen. Der er ikke foretaget et gennemgående studie på området, men en britisk artikel refererer til to andre artikler, som har givet bud på prævalensen af sygdommen: Andelen af cøliakere i verdensbefolkningen er mellem 0,6 og 1,0 %, men tallene varierer meget verden over; variationen selv inden for Europa går fra 0,3 % i Tyskland til 2,4 % i Finland. De seneste år er antallet af registrerede cøliakere steget, sandsynligvis som følge af øget screening. At der for flere cøliakere formodentligt skal høje mængder gluten til, før det bliver et mærkbart problem for dem, kan måske forklare, hvorfor cøliaki tidligere blev betragtet som værende sjælden.

### Dermatitis herpetiformis
- Autoimmun sygdom, men her angriber immunforsvaret et lag i huden, hvilket kan give herpes-/psoriasislignende blærer og udslæt, som kan opstå akut, cyklisk eller være konstant. Sygdommen optræder ofte som komplikation til cøliaki.
- Forvekles ofte med psoriasis, herpes, lupus og lignende.

#### Histologi
- I 35-40 % af alle tilfælde ses uspecifik Lymfocytær Vaskulitis.[8]
- I mange tilfælde ses infiltration med Neutrofilytter.

### Gluten ataxia – neurologiske symptomer og ataksi
- En tilstand, hvor indtag af gluten gør, at kroppen angriber hjerne og nervesystem, så lillehjernen med tiden skrumper, og der opstår ataksi-lignende symptomer. Udgør formentlig en stor del af alle tilfælde af ataksi af ukendt årsag.
- Der er eksempler på, at flere medlemmer af samme familie har haft gluten ataxia.

#### Diagnostik
- Transglutaminase-6-antistoffer: Er i nogle tilfælde positiv ved gluten ataxia. (Webside ikke længere tilgængelig)
- MR-spektroskopi. Kan være uden fund før sent i forløbet. Negativ scanning udelukker ikke gluten ataxia.
- Øvrige cøliakiblodprøver, tarmbiopsi, hudbiopsi: kan ikke bruges til diagnostik af gluten ataxia, men gluten ataxia og neurologiske symptomer forekommer oftere hos patienter kendt med cøliaki eller dermatitis herpetiformis.

#### Behandling
- Glutenfri diæt.
- Eventuelt diæt fri for visse andre fødevarer og stoffer, idet mange af patienterne også reagerer på ting, der ligner gluten.
- Nogle patienter reagerer desuden på melstøv og lignende, hvilket er nok til at give neurologiske symptomer.
- Vitaminer.
- Mineraler.

#### Specialister
- Sheffield i England: Professor M. Hadjivassiliou, The Sheffield Ataxia Centre (SAC), Sheffield Royal Hallamshire.

## Glutenfri produkter
Som alternativ til hvede og rug kan bruges mange kornsorter og vækster, der fra naturens side er glutenfri. Det gælder blandt andet majs, boghvede, ris, kastanje, hirse, teff og kikærter, der alle kan males til mel.
Da dejen ikke vil blive klistret uden gluten, er det som regel nødvendigt at bruge et bindemiddel, eksempelvis psyllium, xanthangummi, guargummi eller johannesbrødkernemel. Færdige brødblandinger består typisk af en eller flere glutenfri kornsorter, eventuelt stivelse samt et bindemiddel. I kager kan æg fungere som bindemiddel.
Når stivelsen er det væsentlige, fx som alternativ til hvedemel i sovs, kan der bruges en naturligt glutenfri stivelse som kartoffel-, majs-, ris- eller tapiokastivelse, eller en melsort med højt stivelsesindhold, fx rismel.